# El derecho de nacer (película de 1952)
El derecho de nacer es una película de drama mexicana de 1952 dirigida por Zacarías Gómez Urquiza y protagonizada por Gloria Marín, Jorge Mistral y Martha Roth. Está basada en la radionovela cubana del mismo nombre de Félix B. Caignet. Esta cinta rompió récords de taquilla en México cuando se estrenó por primera vez; durante su estreno en la Ciudad de México en junio de 1952, se exhibió en el Cine Orfeón del centro de la ciudad durante siete semanas seguidas.

## Argumento
María Teresa (Bárbara Gil) es una joven adinerada que se encuentra soltera y embarazada. Se acerca a un médico (Jorge Mistral) para obtener un aborto con la esperanza de evitar un escándalo que afectaría a su familia. El médico, con la esperanza de convencerla de lo contrario, recuerda un incidente de su vida para explicar su postura de derecho a la vida.

## Reparto
- Gloria Marín como María Elena.
- Jorge Mistral como Dr. Alberto Limonta.
- Martha Roth como Isabel Cristina
- José Baviera como Don Rafael del Junco.
- José María Linares Rivas como Jorge Luis Armenteros
- Bárbara Gil como María Teresa.
- Matilde Palou como Doña Clemencia del Junco.
- Queta Lavat como Amelia.
- Tito Novaro como Alfredo Martínez.
- Salvador Quiroz como Don Nicolás.
- Manuel Trejo Morales como Ricardo del Castillo
- Adelina Ramallo como Matildita.
- Eugenia Galindo como Sra. de Don. Nicolás.
- Rogelio Fernández como Bruno.
- José Escanero como Dr. Pezzi.
- José Luis Moreno como Alberto Limonta niño (como J. Luis Moreno).
- Gloria Alonso como Matildita niña.
- Lupe Suárez como Mamá Dolores.
- Rubén Galindo (no acreditado).
- Concepción Martínez como Monja (no acreditada).
- Alfredo Varela (padre) como Doctor (no acreditado).